# Diram

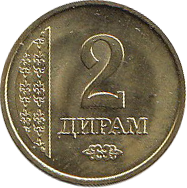
Moneta 2 diramy z 2011 r.

Diram (tadż. дирам) – zdawkowa jednostka monetarna Tadżykistanu od 30 października 2000 równa 1/100 somoni. Występuje w obiegu w monetach o nominałach 1, 2, 5, 10, 20, 25, 50 diramów, oraz rzadziej w banknotach 1, 5, 20, 50 diramów. Pierwsze monety pojawiły się w 2001 r. 
30 października 2000 rubel tadżycki został zastąpiony przez somoni.
Nazwa diram pochodzi od starożytnej greckiej waluty drachma (δραχμή), co oznacza garść.

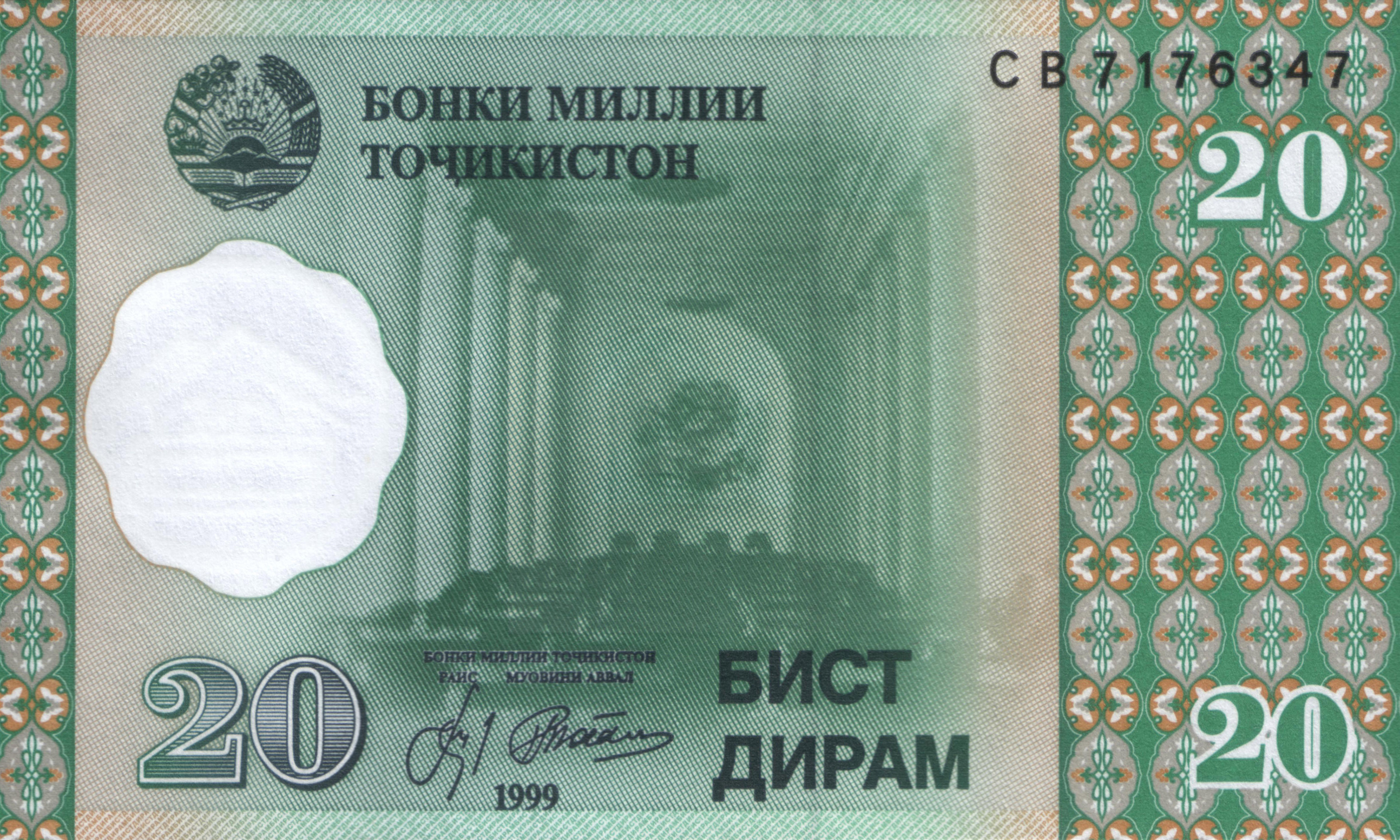
Awers banknotu 20 diramowego z 1999 r.